# Камакурафу
Камакурафу (яп. 鎌倉府, «Камакурское правительство») или Кантофу (яп. 関東府 канто:фу, «Кантосское правительство») — региональное административное учреждение в системе сёгуната Муромати в Японии 12 — 15 веков, которое управляло делами 11 провинций региона Канто. Основано в 1349 году.
Резиденция учреждения находилась в Камакуре и возглавлялась камакурским канто-кубо, аналогом столичного сёгуна. Кубо назначался из рода Асикага и имел советников, «канрэев», из рода Уэсуги. К полномочиям администрации Камакурафу относился сбор налогов, а также осуществление полицейских функций в регионе. Вопросы земельной собственности, судопроизводства, назначения на должности духовенства региона Канто оставались в компетенции центрального правительства в Киото.
Упадок Камакурафу состоялся в конце 15 века в связи с распрями в середине семьи канрэев Уэсуги.